# 미나미오이타역
미나미오이타역(일본어: 南大分駅)은 일본 오이타현 오이타시에 위치한 규슈 여객철도 규다이 본선의 철도역이다. 상대식 승강장 2면 2선의 승강장을 갖춘 지상역이다.

## 이용 현황
| 승차 인원 추이 | 승차 인원 추이    |
| 연도           | 1일 평균 이용객수 |
| -------------- | ----------------- |
| 2000           | 429               |
| 2001           | 479               |
| 2002           | 498               |
| 2003           | 509               |
| 2004           | 507               |
| 2005           | 533               |
| 2006           | 545               |
| 2007           | 527               |
| 2008           | 492               |
| 2009           | 463               |
| 2010           | 476               |
| 2011           | 498               |

## 역 주변
- 국도 제442호선
- 오이타 시 정보학습센터

## 역사
- 1915년 10월 30일 : 다이토 철도의 료고역으로서 개업.
- 1916년 11월 15일 : 교환 설비를 증설해서 정거장화.
- 1922년 12월 1일 : 다이토 철도의 국유화에 의해, 일본 철도성의 역이 된다.
- 1925년 12월 1일 : 미나미오이타역으로 개칭.
- 1987년 4월 1일 : 일본국유철도 분할 민영화에 의해, 규슈 여객철도가 승계.
- 2008년 3월 15일 : 다이어 개정에 의해, 임시 열차 TORO-Q가 정차.
- 2009년 11월 29일 : 열차 노후화에 의해 TORO-Q가 폐지.
- 2012년 12월 1일 : IC카드 SUGOCA의 사용을 개시.

## 인접 역
| 규다이 본선      | 규다이 본선   | 규다이 본선        |
| ---------------- | ------------- | ------------------ |
| 가쿠 구루메 방면 | ■ 규다이 본선 | 후루고 오이타 방면 |